# Austin Montego
Der Austin Montego war ein PKW-Modell des britischen Herstellers BMC. Er wurde von Anfang 1984 bis Ende 1994 produziert.
Der Montego basierte auf der Plattform des Ende 1982 vorgestellten Maestro. Er war als viertürige Stufenhecklimousine sowie als fünftüriger Kombi erhältlich. Auffälligstes Merkmal der Limousine war das mit der Heckscheibe zu einer Einheit verbundene dritte Seitenfenster. Der Kombi konnte auch als Siebensitzer bestellt werden und wurde zeitweise unter dem Namen Rover Montego Estate vertrieben. Nach mehreren Überarbeitungen wurde die Produktion (wie die des Maestro) Ende 1994 eingestellt.

## Vorgeschichte
1973 stand British Leyland kurz vor der Insolvenz. Schuld daran waren neben der Ölkrise eine Produktpalette, die am kontinentaleuropäischen Geschmack vorbeiging, und ein Imageproblem. Gerettet wurde das Unternehmen 1975 durch die Verstaatlichung.
Ein Jahr später begann die dringend notwendige Entwicklung einer neuen Fahrzeugpalette zunächst unter dem Codenamen LC10. Ziel war es, eine Plattform für Fahrzeuge sowohl in der Kompaktklasse als auch für die Mittelklasse zu entwickeln, um so Kosten zu sparen. Daher wurde das Projekt in zwei Teilprojekte aufgeteilt: LM10 wurde die Basis für den neuen Austin Maestro, LM11 entwickelte sich zum Montego. Die Modelle Austin Maxi (1969), Morris Marina (1971) und Austin Allegro (1973) sollten damit ersetzt werden. Als Hauptkonkurrenten wurden die Ford-Modelle Escort und Cortina ausgemacht. Letztendlich wurde der Montego Nachfolger des Austin Maxi und des Morris-Marina-Nachfolgemodells Morris Ital.

## Modellhistorie
Ein Jahr nach der Einführung des Maestro wurde der Montego im Frühjahr 1984 in Südfrankreich vorgestellt. Etwa 60 Prozent der Teile waren mit denen des kleineren Maestro identisch.
Im Herbst 1984 erschien die Kombivariante Montego Estate. Sie überzeugte mit einem großen und variablen Laderaum und entwickelte sich zum erfolgreichsten Modell der Montego-Baureihe.

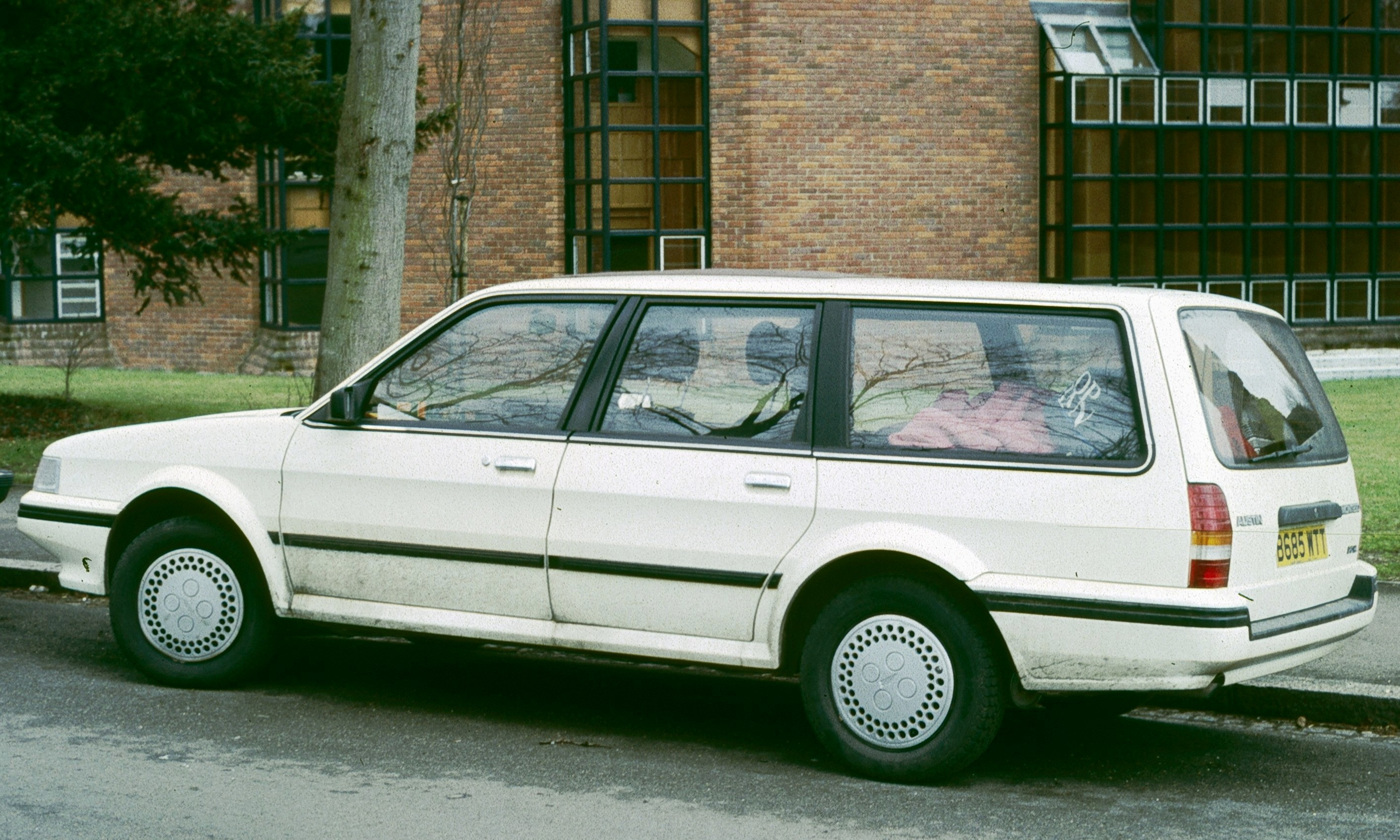
Austin Montego Estate (1984–1988)
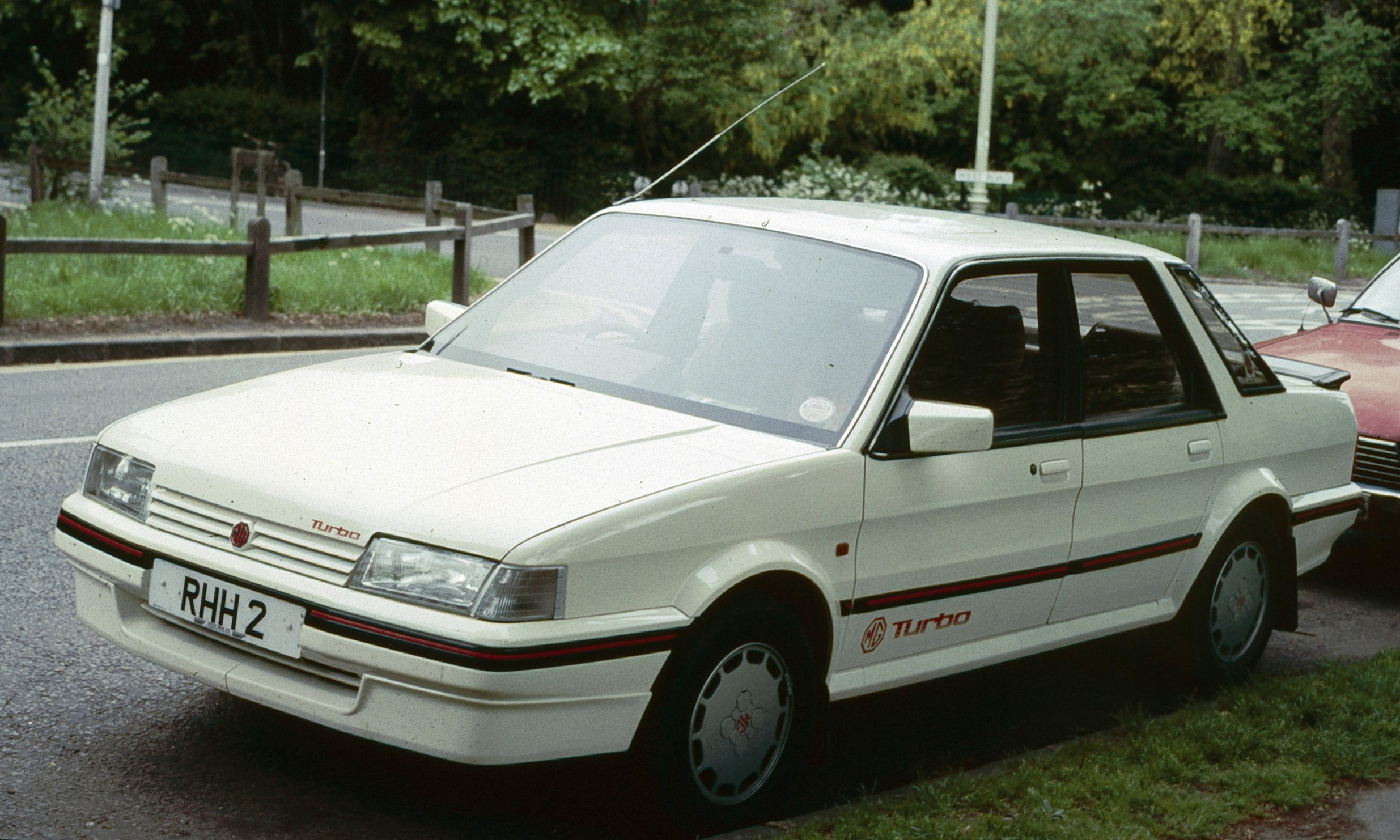
MG Montego Turbo (1985–1988)

### Modellpflege
Im Herbst 1988 erhielt der Montego sein einziges größeres Facelift. Im Innenraum wurde der Instrumententräger neu gestaltet, äußerlich erkennbar sind die überarbeiteten Fahrzeuge am Kühlergrill des größeren Rover 800 sowie an neu gestalteten Rückleuchten und an geänderten Radkappen. Der Kombi wurde nun auch als Siebensitzer angeboten.
Zeitgleich mit der Überarbeitung wurde der Montego auch als Diesel (MDi) angeboten. Es handelte sich dabei um einen Turbodiesel, der über einen zwei Liter großen Hubraum verfügte und 60 kW (82 PS) leistete.

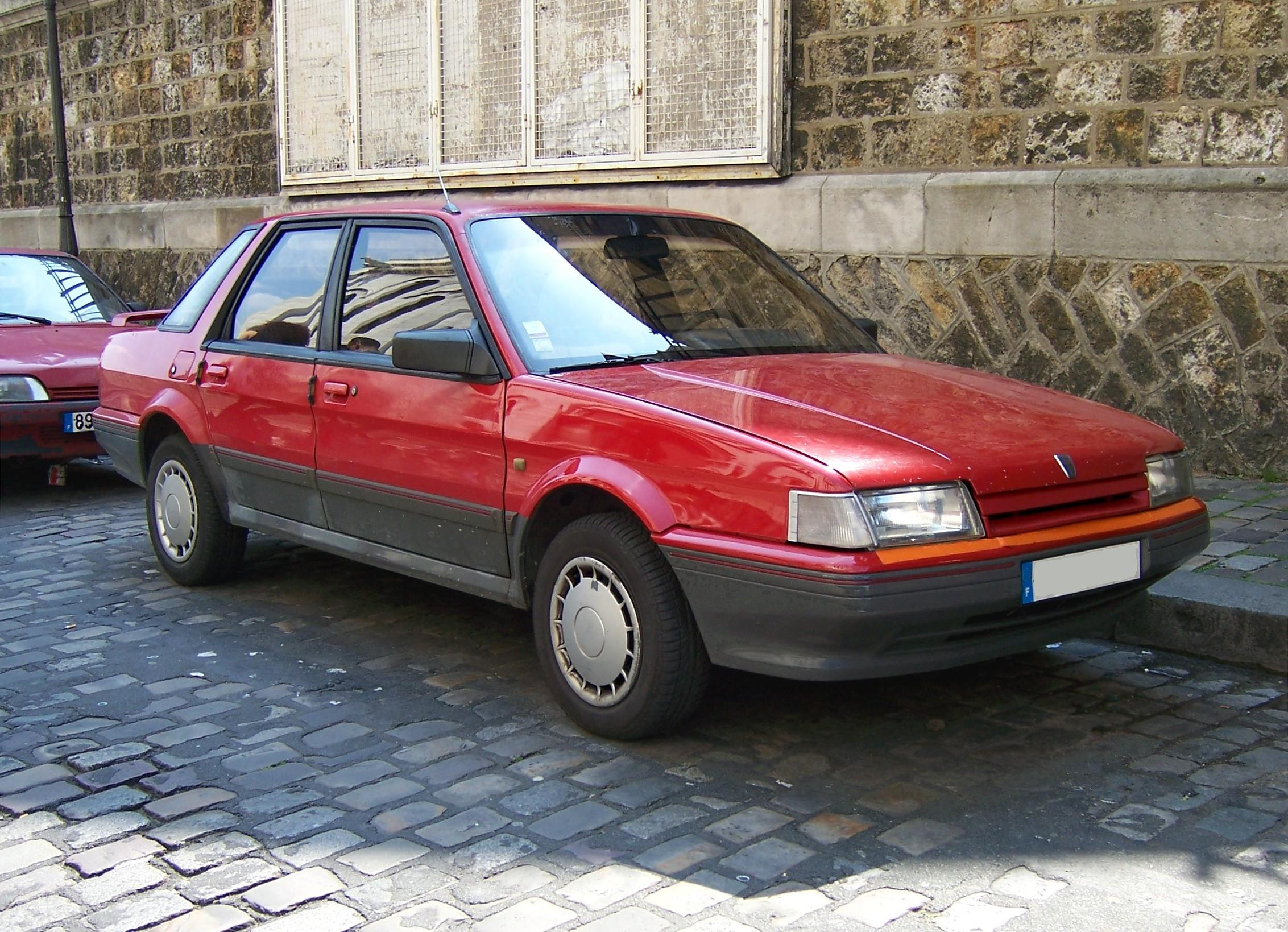
Austin Montego (1988–1994)
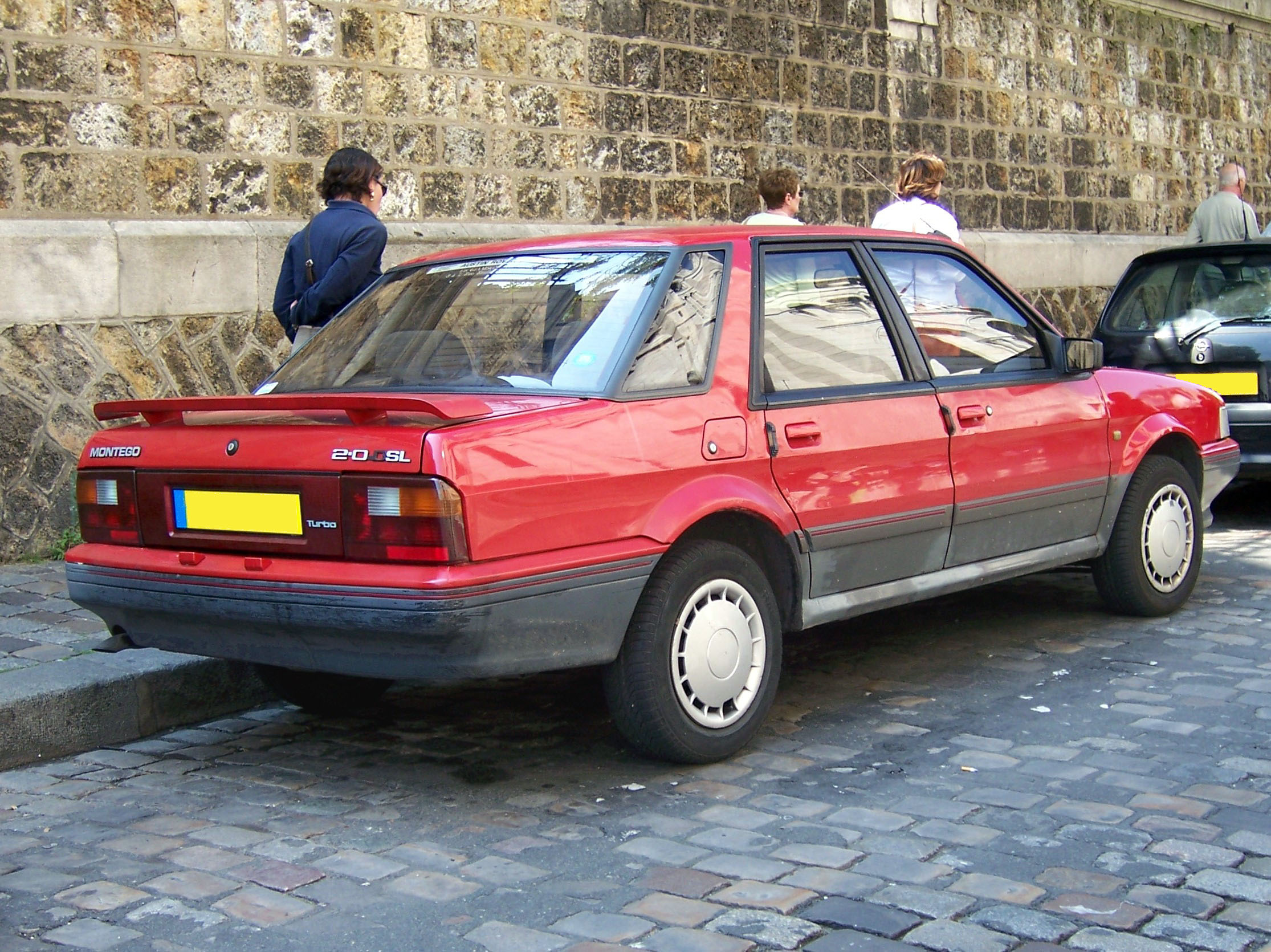
Heckansicht
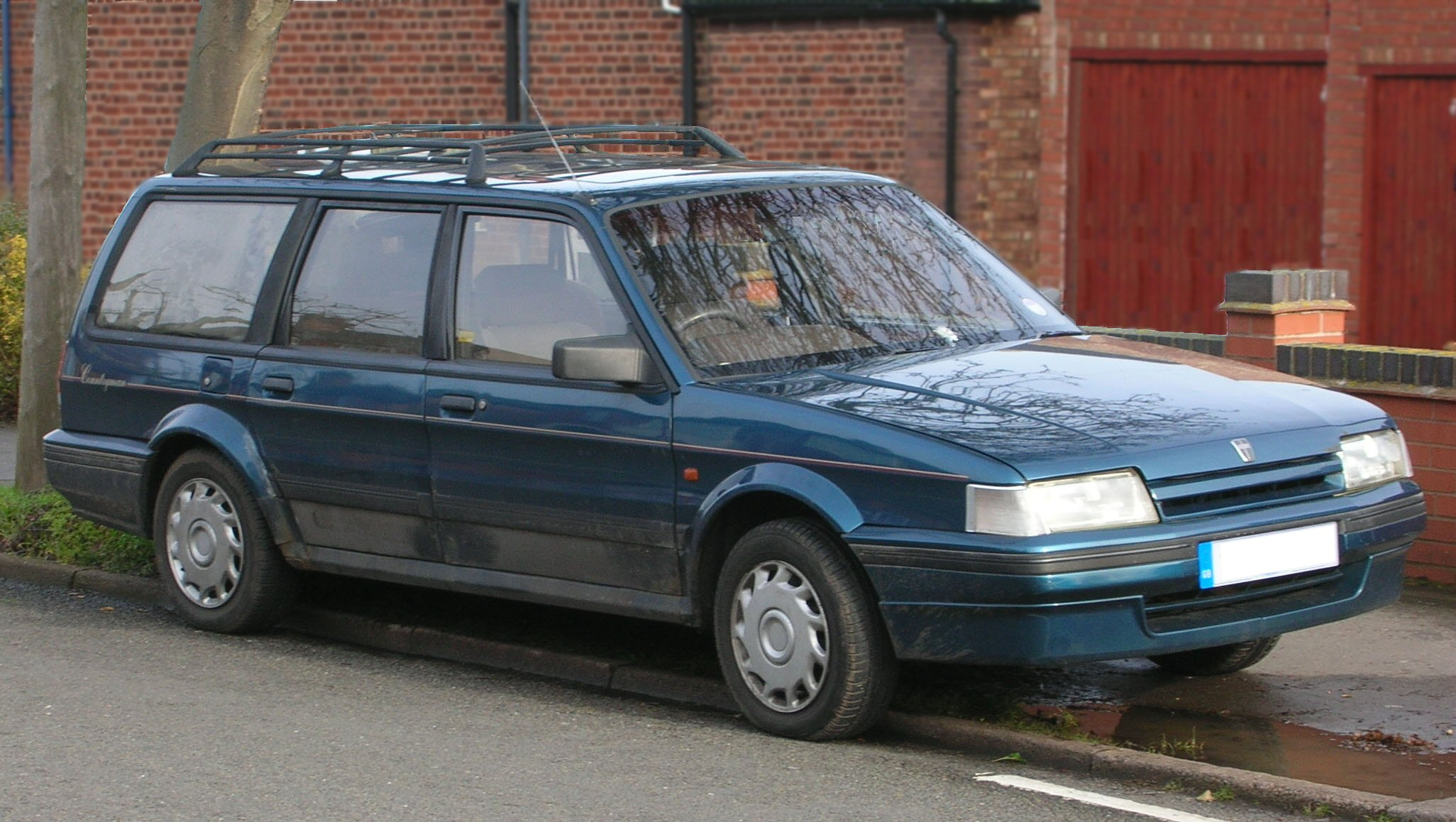
Rover Montego Estate (1993)

#### Motoren
- 1,3 l-Vierzylinder-Ottomotor mit 51 kW (69 PS) (01.1984–09.1988)
- 1,6 l-Vierzylinder-Ottomotor mit 63 kW (86 PS) (01.1984–09.1992)
- 2,0 l-Vierzylinder-Ottomotor mit 77 kW (105 PS) (01.1984–12.1994)
- 2,0 l-Vierzylinder-Ottomotor mit elektronischer Einspritzung und 85 kW (115 PS) (01.1984–12.1994)
- 2,0 l-Vierzylinder-Ottomotor mit Turbolader und 112 kW (152 PS) (04.1985–10.1991)
- 2,0 l-Vierzylinder-Dieselmotor mit Turbolader und 60 kW (82 PS) (10.1988–12.1993)

## Besondere Versionen

### MG Montego 2,0 EFi/2,0 i (1984–1993)

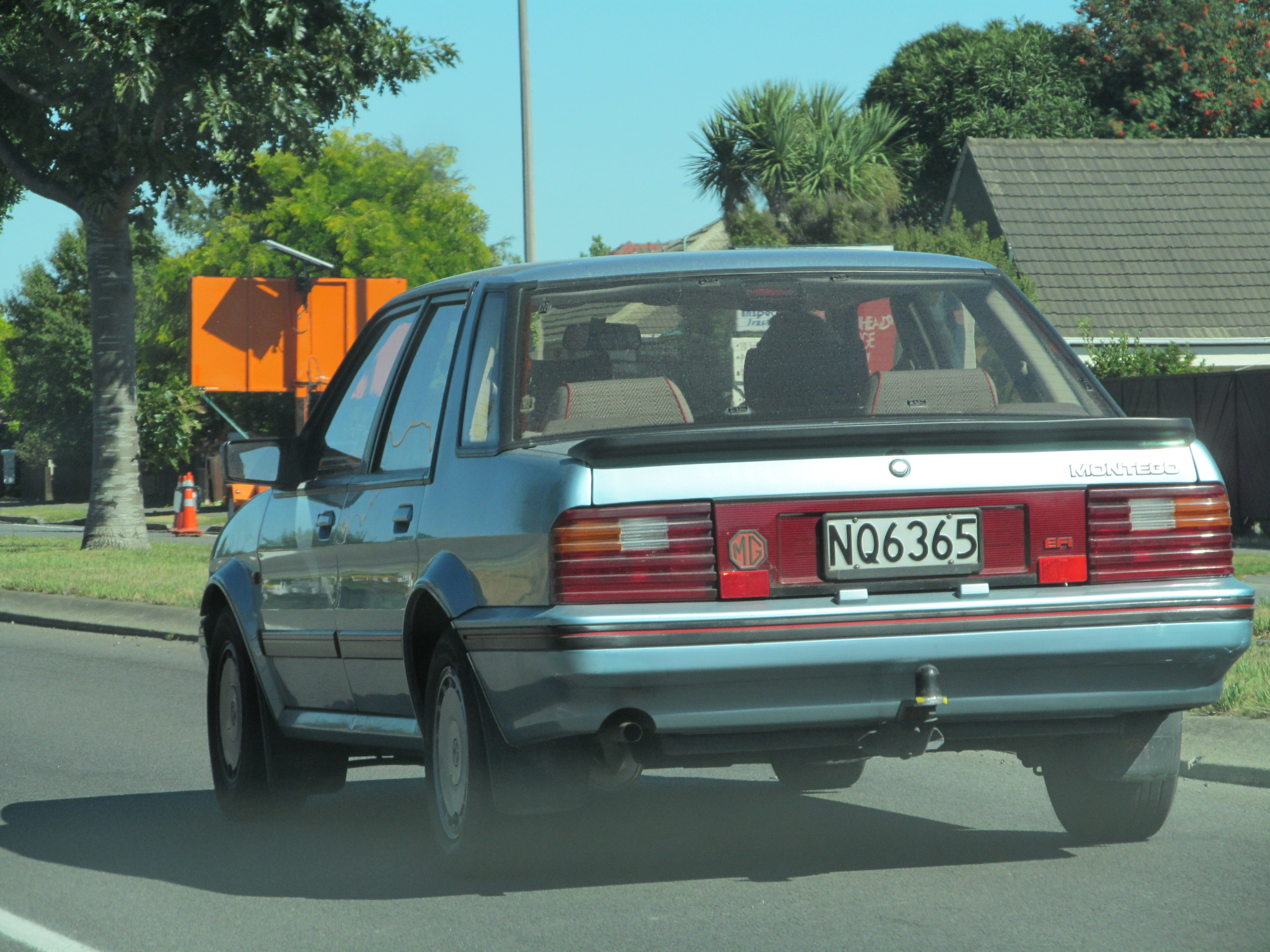
MG Montego EFi (1988)

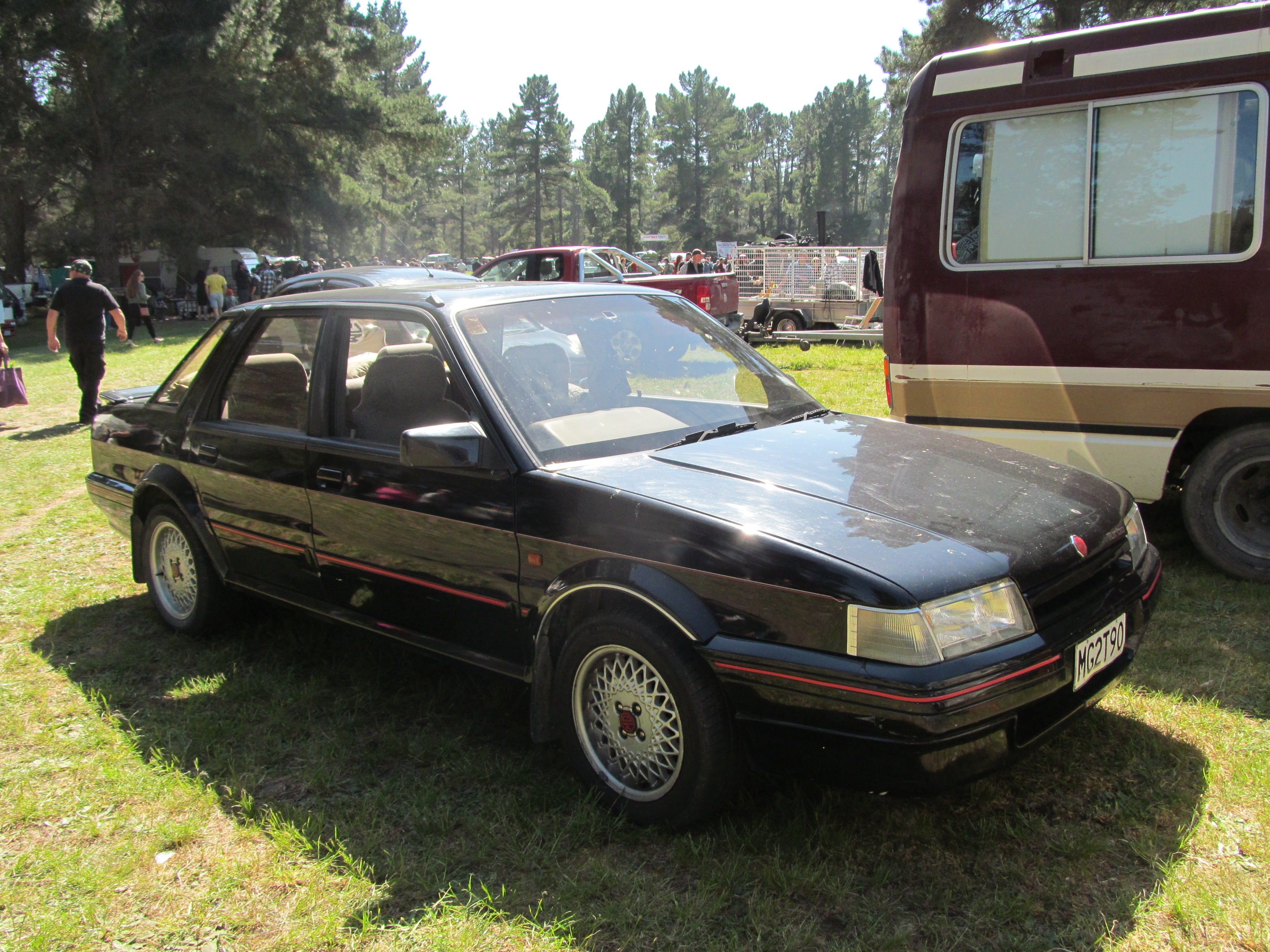
MG Montego Turbo (1990)

Vom Montego wurde eine MG-Version mit einem 2,0-l-Aggregat und elektronischer Einspritzung angeboten. Diese leistete 85 kW (115 PS) bei 5500/min und beschleunigte den Wagen zu einer Höchstgeschwindigkeit von 185 km/h. Erkennbar sind die Fahrzeuge an serienmäßigen Front- und Heckspoilern. Innen wurden sie mit roten Sicherheitsgurten, Leder und Teppichen ausgestattet. Zentralverriegelung, elektrische Fensterheber vorn und ein Cassettenradio mit vier Lautsprechern gehörten ebenfalls zur Serienausstattung. Das umstrittenste Detail der Ausstattung war das Armaturenbrett mit Digitalanzeigen und sprechendem Bordcomputer. Da viele Käufer davon abgeschreckt wurden, wurde bereits ab Ende 1984 wieder ein herkömmliches Armaturenbrett eingebaut. Heute sind Fahrzeuge mit der ursprünglichen Ausstattung eine gesuchte Rarität.

### MG MontegoTurbo(1985–1991)
Im Frühjahr 1985 erschien mit dem Montego Turbo eine stärkere MG-Version, die mit einem Garret T3 Turbolader ausgerüstet war und 112 kW (152 PS) leistete. Damit erreichte der Wagen eine Höchstgeschwindigkeit von über 200 km/h und beschleunigte in weniger als 8 Sekunden von 0 auf 100 km/h.

### MontegoVanden Plas(1984–1987)
Neben der MG-Version existierte eine luxuriöse Version  Vanden Plas. Die Fahrzeuge waren mit Ledersitzen (Kombi: Velours), elektrisch verstellbaren Außenspiegeln, Zentralverriegelung und Schiebedach ausgestattet. Auch eine Automatik-Version war lieferbar.
In Deutschland wurde der Montego Vanden Plas nicht angeboten.

## Resonanz
Die Presse war von dem Fahrzeug von Anfang an wenig angetan. Detailmängel und Verarbeitungsfehler traten schon bei den Vorführwagen auf. Das Design des neuen Fahrzeugs wurde als zu konservativ bezeichnet, vor allem im Vergleich mit dem im September 1982 erschienenen Ford Sierra.
Trotz des Erfolgs der Kombiversion konnte der Montego nie die in ihn gesteckten Erwartungen erfüllen. Einer der Gründe war, wie Studien später ergaben, sein langweiliges Image. Die Marketingabteilung bemühte sich zwar, Angebote für jüngere Käufer wie den 2,0 Si zu generieren und untermotorisierte Modelle wie den 1,3l aus dem Programm zu streichen; letztendlich gelang es jedoch nicht, das Image des Fahrzeuges nachhaltig zu verbessern.
Ein anderer Grund war, dass Leyland Cars das Modell als Austin lancierte. Angesichts der Vielzahl an Marken, über die das Unternehmen verfügte, war dies eine Fehlentscheidung: Austin hatte das Image eines Kleinwagenanbieters und stand damit im Gegensatz zum angestrebten Image eines höherwertigen Fahrzeugs. In den späten 1980er-Jahren wurde dem Rechnung getragen: Die Fahrzeuge wurden mit einem abgewandelten Rover-Logo versehen, der Name „Rover“ war jedoch auf dem Auto nicht zu sehen.
Zum Jahresende 1994 wurde die Produktion des Montego eingestellt. Das letzte gefertigte Exemplar war ein Kombi. Insgesamt verließen 571.460 Fahrzeuge die Montagebänder, wovon 436.000 in Großbritannien verkauft wurden.

## Lizenzfertigung
Austin Rover verkaufte die Produktionsanlagen und die Rechte am Maestro wie auch am Montego nach der Fertigung in Großbritannien an unabhängige Hersteller. Während der Maestro ab 1995 von Rodacar im bulgarischen Warna weiter produziert wurde, ging der Montego an den indischen Automobilhersteller Sipani. Dort entstanden 1995 und 1996 etwa 300 Exemplare des Montego in CKD-Bauweise.